# Romeinse villa Kerkrade-Hoeve Overste Hof
De Romeinse villa Kerkrade-Hoeve Overste Hof of Romeinse villa Spekholzerheide is een terrein met de resten van een mogelijke Romeinse villa in de gemeente Kerkrade in de Nederlandse provincie Limburg. De villa lag in een terrein aan de zuidzijde in de woonwijk Heilust bij Spekholzerheide in de nabijheid van de straten Romeinenstraat en Kleingraverstraat. De wijk lag ten noorden van de beek Vloedgraaf die toen westelijker een bron had, en lag daar boven de laagte van de beek. De villa was van het type rustica en was een van de zeker honderd villa's van dit type in Zuid-Limburg.
Zo'n kilometer naar het noordoosten lag de Romeinse villa Kaalheide, zo'n 2,5 kilometer naar het noordwesten lag de Romeinse villa Bovenste Caumer en zo'n 2,5 kilometer naar het zuidwesten de Romeinse villa knooppunt Bocholtz. Op zo'n 4 kilometer naar het noorden lag de Via Belgica met het tracé tussen Heerlen en Keulen.